# Verlhac-Tescou
Verlhac-Tescou é uma comuna francesa na região administrativa da Occitânia, no departamento de Tarn-et-Garonne. Estende-se por uma área de 22.69 km², e possui 521 habitantes, segundo o censo de 2018, com uma densidade de 23 hab/km².